# Privateer
Privateer es un lugar designado por el censo ubicado en el condado de Sumter, en el estado estadounidense de Carolina del Sur. La localidad en el año 2000 tiene una población de 2118 habitantes en una superficie de 4.3 km², con una densidad poblacional de 100 personas por km². 

## Geografía
Privateer se encuentra ubicado en las coordenadas 33°49′11″N 80°23′36″O / 33.81972, -80.39333. Según la Oficina del Censo, el pueblo tiene un área total de 4,3 km² (1,7 mi²), de la cual 4,3 km² (1,7 mi²) es tierra y 0,2 km² (0,1 mi²) (0.73%) es agua.

### Localidades adyacentes
El siguiente diagrama muestra a las localidades en un radio de 12 kilómetros (7,5 mi) de Privateer.

## Demografía
En el 2000 la renta per cápita promedia del hogar era de $34.861, y el ingreso promedio para una familia era de $42.279. El ingreso per cápita para la localidad era de $14.955. En 2000 los hombres tenían un ingreso per cápita de $30.942 contra $19.315 para las mujeres. Alrededor del 10.80% de la población estaba bajo el umbral de pobreza nacional. 